# Lukier

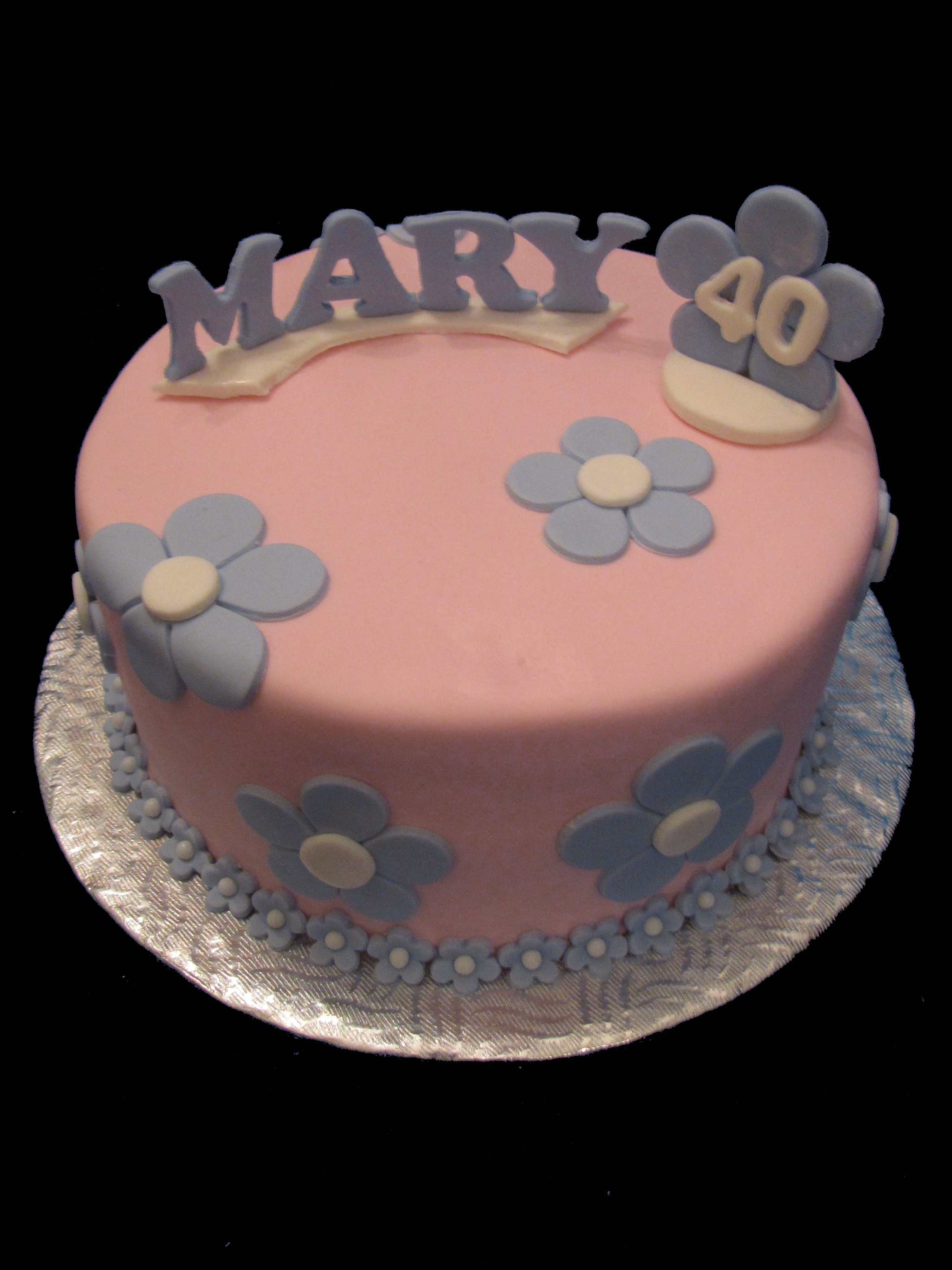
Tort w stylu angielskim z dekoracją z lukru plastycznego

Lukier – polewa z cukru rozprowadzonego w wodzie, soku owocowym, białku jaja kurzego bądź mleku. Lukier służy do ozdabiania wyrobów cukierniczych.

## Rodzaje lukru
| Przykładowe użycie | Nazwa                        | Konsystencja                       | Skład                                   | Zastosowanie                                                                               |
| ------------------ | ---------------------------- | ---------------------------------- | --------------------------------------- | ------------------------------------------------------------------------------------------ |
|                    | lukier królewski             | gęsty                              | cukier puder i białko jaja kurzego      | - sklejanie form przestrzennych - wiele warstw lukru - precyzyjna dekoracja                |
|                    | lukier cukierniczy (glazura) | rzadki, półpłynny; polewa (pomada) | cukier puder i woda/sok z cytryny/mleko | - polewanie ciast - przyklejanie np. wiórków kokosowych, posypki i innych sypkich dodatków |
|                    | lukier plastyczny            | stały, gumowaty                    |                                         | - tworzenie małych figurek - dekoracja tortów w stylu angielskim                           |